# Robertgurneya dictydiophora
Robertgurneya dictydiophora är en kräftdjursart som först beskrevs av Albert Monard 1924.  Robertgurneya dictydiophora ingår i släktet Robertgurneya och familjen Diosaccidae. Inga underarter finns listade i Catalogue of Life.